# Слободан Кнежевић
Слободан Кнежевић Аби (Бачко Добро Поље, 8. фебруар 1948) српски је сликар и графичар. 

## Биографија
Слободан Кнежевић је дипломирао на 1977. Академији у Београду, а постдипломске студије је завршо 1979. на истом факултету у класи професора Марка Крсмановића. Од 1980. радио је као асистент на Академији у Новом Саду, а од 1996. у звању редовног професора за предмет Графика са технологијом и Цртање са технологијом.

## Самосталне изложбе
- Галерија Културног центра, Ивањица (1977);
- Дом културе "Студентски град", Нови Београд (1978);
- Галерија Графички колектив, Београд (1978);
- Галерија ФЛУ, Магистарска изложба графика, Београд (1979);
- Галерија "Трибина младих", Изложба графике, Нови Сад (1980);
- Галерија "Надежда Петровић", графике, цртежи, колажи, Чачак (1983);
- Галерија Меандер, графике, Апатин (1983);
- "Трибина младих", изложба картона, Нови Сад (1984);
- Галерија КНУ, изложба картона, Београд (1985);
- Галерија "Велимир А. Лековић", графике, Бар (1987);
- Музеј Улцињ, графике, Улцињ (1987);
- Индок центар - Галерија Тиват, графике, Тиват (1987);
- Савремена галерија Центра за културу "Олга Петров", картони, Панчево (1989);
- Галерија Бранка Јанковића, изложба радова Слободана Кнежевића на картону, Ванген ан дер Аре, Швајцарска (1990);
- Умјетнички пављон (картони, графике), Титоград (1991);
- Галерија Меандер, картони, Апатин (1992);
- Галерија УЛУВ-а, Нови радови, Нови Сад (1996);
- Галерија Златно око, плоче, Нови Сад (1999);
- Музеј савремене ликовне уметности, радови са папиром (1992 - 2003), Нови Сад (2003);
- Савремена галерија, цртежи, графике, колажи (избор 1981 - 2003), Зрењанин (2003);
- Савез удружења ликовних уметника Војводине, слике, Нови Сад (2006);
- Галерија IX, графике, Будимпешта (2007);
- Галерија МП, цртежи из војске, Нови Сад (2007);
- Арт клиника, цртежи из војске, Нови Сад (2007);
- Галерија Quceta, акрилици на папиру, Београд, Раковица (2008);
- Галерија Графички колектив, графике, "Ноћне светлине над Дунавом", Београд (2009);
- Уметничка галерија Надежда Петровић (Рисимов легат), графике (са Бранком Кузмановић), Чачак (2011);
- Галерија Центра за графику, радови са папиром, Београд (2011);
- Галерија Блок, гравирани цртежи, Нови Београд (2012);
- Српски културни центар, Дани културе Србије, графике, Будимпешта (2012).

## Групне изложбе
Кнежевић је учествовао на преко три стотине колективних изложби. Од 1982. излагао је на значајним бијеналима у земљи и иностранству: Загреб, Берлин, Краков, Катовице, Катанија, Варна, Софија, Токио, Горњи Милановац, Ужице, Лођ, Мишколц... Детаљан списак групних изложби.

## Најзначајније награде
- Златна игла 67. Пролећне изложбе УЛУС-а, Београд (1995);
- Велики печат" графичког колектива, Београд (1996);
- Сребрна игла на Међународној изложби суве игле, Ужице (2005);
- Прва награда на VI изложби графике земаља бивше Југославије, Београд (2012);
- Медаља за укупно стваралаштво, Завод за културу Војводине, Нови Сад (2013).

## Уметничко дело
Слободан Кнежевић у својим цртежима у боји и графикама поетски интерпретира мотиве из свакодневног живота. Ликовни критичар Дејан Радовановић је написао:
Ликовни опус Слободана Абија Кнежевића развија се преко четири деценије. Од самих почетака основни медиј изражавања је цртеж у коме се аутор најкомотније осећа тражећи оно што сам назива ликовном представом предмета. У тражењу суштине појавног, цртач мисао налази и води линијом - најапстрактнијим и најопштијим елементом цртежа, слике, представе. Већ у најранијим црежима, пре и за време студија, линија у Абијевом раду губи описивачки карактер и постаје инструмент анализе, деконструкције и рекомпозиције облика и смисла. Реалитет столица, врата, вратанца пећи - познатих, уобичајених и прихваћених предмета, покреће се избором и ритмом линије која као ласерски зрак или скалпел засеца и отклања небитно у дефиницији суштине.
Ликовни критичар Милош Арсић је написао: 
Радови Слободана Кнежевића представљају серије индивидуалних облика/површина којима се непосредно и провокативно саопштава сопствени однос према нетрадиционално схваћеној пластичко-визуелној целини. Она је схваћена као процес узајамности привилеговане масе папира у настајању и "присуства" уметника у претпостављеном коначном стању. Издвојеним погледом "уметника на одстојању" од примарне збиље догађања у материји и форми папирне масе, маштом и емотивном присношћу са материјом, остварен је специфичан канон трајања унапред непредвидљивог поретка конкретног облика/површине. Уместо примамљивог "говора у првом лицу", усмереног, ангажованог исказа, наглашена је интригантност спрега универзално-неутрално. Аутор је подједнако заинтересован за свет унутар форме и за "фасадне" опсене којима "прекрива" савршену примарност интервенција усмерених према унутрашњој, скривеној, никада докраја доступној, тајанственој збиљи форме.
Ликовна критичарка Љиљана Ћинкул је поводом циклуса графика Слободана Кнежевића под називом "Ноћне светлине над Дунавом" написала следеће:
Кнежевић се својим тематским асоцијацијама везује се за месеце бомбардовања новосадских мостова на Дунаву (1999) на које аутор гледа са терасе свог атељеа. Доминантан вибрантни мотив мрежастих структура основе, додатно оживљене геометризованим линијским токовима, евоцира шум и бљескање светлости воде, као својеврсне рефлексије јаких меморијских кодова и ауторове сензибилности. Очито, Кнежевић у свом раду надилази пуристички хладан концепт минимализма и кроз трепераву површину која ствара илузију текстуралности чини да графички отисак дише.